# Лейк-Мінчуміна (Аляска)
Лейк-Мінчуміна (англ. Lake Minchumina) — переписна місцевість (CDP) в США, в окрузі Юкон-Коюкук штату Аляска. Населення — 30 осіб (2020).

## Географія
Лейк-Мінчуміна розташований за координатами 63°47′24″ пн. ш. 152°27′44″ зх. д. / 63.79000° пн. ш. 152.46222° зх. д. (63.790117, -152.462155).  За даними Бюро перепису населення США в 2010 році переписна місцевість мала площу 633,43 км², з яких 573,96 км² — суходіл та 59,48 км² — водойми.

### Клімат
| Клімат : Лейк-Мінчуміна | Клімат : Лейк-Мінчуміна | Клімат : Лейк-Мінчуміна | Клімат : Лейк-Мінчуміна | Клімат : Лейк-Мінчуміна | Клімат : Лейк-Мінчуміна | Клімат : Лейк-Мінчуміна | Клімат : Лейк-Мінчуміна | Клімат : Лейк-Мінчуміна | Клімат : Лейк-Мінчуміна | Клімат : Лейк-Мінчуміна | Клімат : Лейк-Мінчуміна | Клімат : Лейк-Мінчуміна | Клімат : Лейк-Мінчуміна |
| Показник                | Січ.                    | Лют.                    | Бер.                    | Квіт.                   | Трав.                   | Черв.                   | Лип.                    | Серп.                   | Вер.                    | Жовт.                   | Лист.                   | Груд.                   | Рік                     |
| Абсолютний максимум, °C | 3,9                     | 4,4                     | 8,9                     | 19,4                    | 27,2                    | 32,2                    | 33,3                    | 29,4                    | 22,8                    | 14,4                    | 6,1                     | 5,0                     | 33,3                    |
| Середній максимум, °C   | −16,7                   | −12,5                   | −4,9                    | 4,7                     | 13,9                    | 19,8                    | 21,6                    | 18,1                    | 12,1                    | −0,8                    | −11,8                   | −14,8                   | 2,4                     |
| Середній мінімум, °C    | −25,3                   | −23,3                   | −18,4                   | −8,7                    | 1,0                     | 7,7                     | 9,9                     | 7,3                     | 2,3                     | −8                      | −19,9                   | −23,8                   | −8,3                    |
| Абсолютний мінімум, °C  | −54,4                   | −47,2                   | −41,1                   | −38,9                   | −15                     | −0,6                    | 1,1                     | −3,9                    | −12,8                   | −27,8                   | −44,4                   | −46,1                   | −54,4                   |
| Норма опадів, мм        | 13                      | 9                       | 7                       | 7                       | 23                      | 52                      | 72                      | 68                      | 35                      | 22                      | 19                      | 15                      | 343                     |
| Днів з опадами          | 6                       | 4                       | 3                       | 3                       | 6                       | 11                      | 15                      | 15                      | 11                      | 8                       | 8                       | 7                       | 97,0                    |
| ----------------------- | ----------------------- | ----------------------- | ----------------------- | ----------------------- | ----------------------- | ----------------------- | ----------------------- | ----------------------- | ----------------------- | ----------------------- | ----------------------- | ----------------------- | ----------------------- |
| Джерело:                |                         |                         |                         |                         |                         |                         |                         |                         |                         |                         |                         |                         |                         |

## Демографія
Згідно з переписом 2010 року, у переписній місцевості мешкало 13 осіб у 6 домогосподарствах у складі 4 родин. Густота населення становила 0 осіб/км².  Було 36 помешкань (0/км²).
Расовий склад населення:
| - 61,5 % — білих - 15,4 % — корінних американців |

До двох чи більше рас належало 23,1 %. Частка іспаномовних становила 0,0 % від усіх жителів.
За віковим діапазоном населення розподілялося таким чином: 15,4 % — особи молодші 18 років, 61,5 % — особи у віці 18—64 років, 23,1 % — особи у віці 65 років та старші. Медіана віку мешканця становила 50,8 року. На 100 осіб жіночої статі у переписній місцевості припадало 85,7 чоловіків;  на 100 жінок у віці від 18 років та старших — 57,1 чоловіків також старших 18 років.
Середній дохід на одне домашнє господарство  становив 59 291 долар США (медіана — 82 813), а середній дохід на одну сім'ю — 78 263 долари (медіана — 83 750). За межею бідності перебувало 14,3 % осіб, у тому числі 0,0 % дітей у віці до 18 років та 42,9 % осіб у віці 65 років та старших.
Цивільне працевлаштоване населення становило 12 осіб. Основні галузі зайнятості: транспорт — 66,7 %, будівництво — 16,7 %.